# Concejo Regional Valle del Jordán
El Concejo Regional del Valle del Jordán o Concejo Regional Bikat HaYarden (en hebreo: מועצה אזורית בקעת הירדן), (transliterado: Moatza Azorit Bikat HaYarden), es un consejo regional que abarca 21 asentamientos israelíes en el Valle del Jordán, en la Cisjordania ocupada. Su territorio municipal se extiende desde Mehola, al norte, cerca del Valle de Beit Shean, hasta Jericó, al sur.
La mayoría de los asentamientos se ubican en las dos principales carreteras que atraviesan el territorio del consejo, de norte a sur: la carretera Allon al oeste y la autopista 90 al este. La ciudad de Ma'ale Efraim, un consejo local, se encuentra dentro de los límites del consejo regional, pero constituye un municipio independiente. Las oficinas del consejo regional se encuentran en el centro regional de Shlomtzion.

## Lista de localidades
Este concejo regional proporciona diversos servicios municipales a las localidades bajo su jurisdicción:

### Asentamientos comunitarios
- Hemdat (asentamiento comunitario)
- Maskiot (asentamiento comunitario)
- Mevo'ot Yericho (asentamiento comunitario)
- Rotem (asentamiento comunitario)

### Kibutz
- Gilgal (kibutz)
- Naaran (kibbutz)

### Moshavim
- Argaman (moshav)
- Beka'ot (moshav)
- Gitit (moshav)
- Hamra (moshav)
- Masua (moshav)
- Mehola (moshav)
- Mekhora (moshav)
- Netiv HaGdud (moshav)
- Na'omi (moshav)
- Petza'el (moshav)
- Ro'i (moshav)
- Shadmot Mehola (moshav)
- Tomer (moshav)
- Yafit (moshav)
- Yitav (moshav)